# Navă-amiral

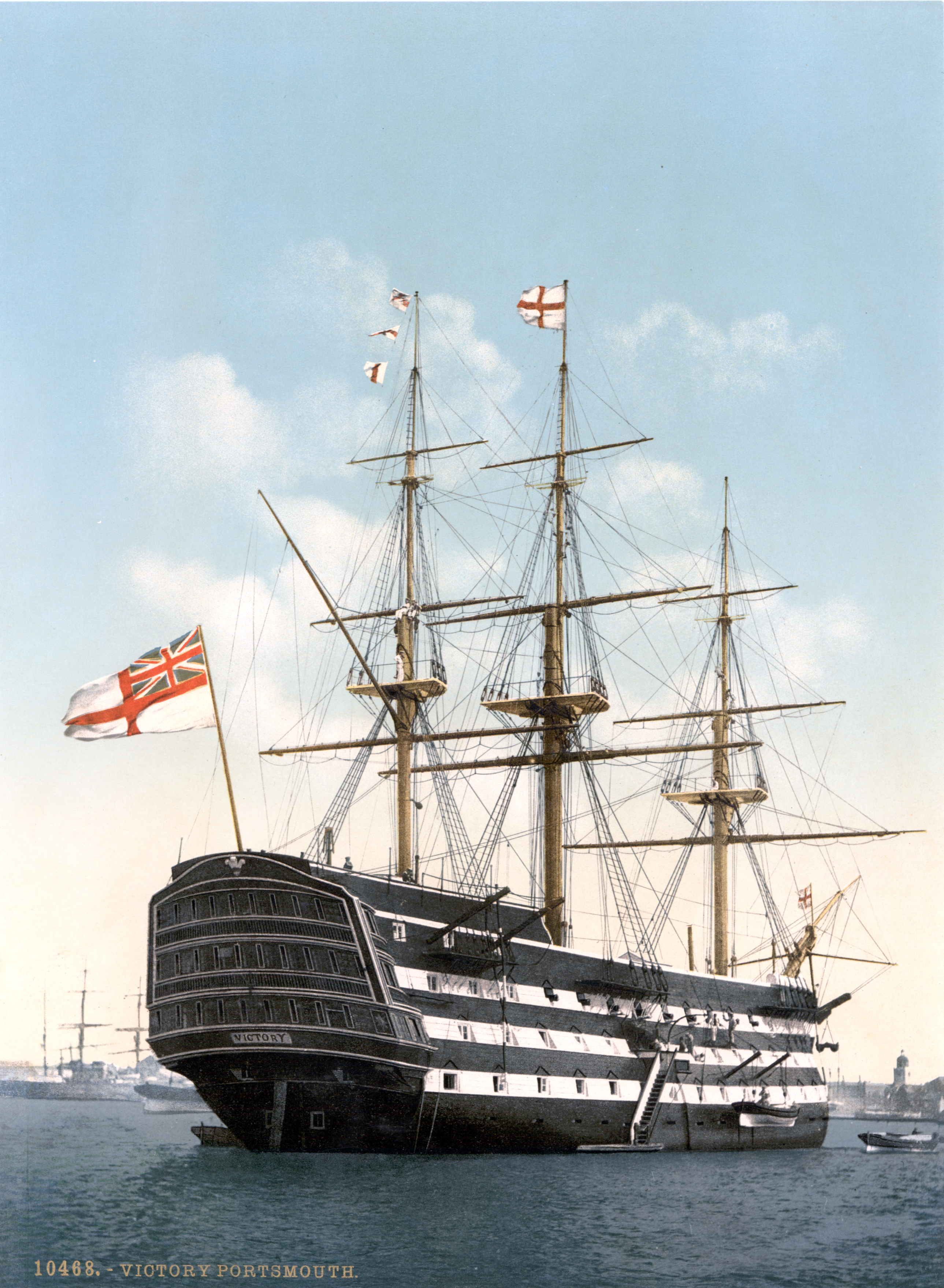
HMS Victory, nava-amiral a First Sea Lord-ului a Marinei Regale Britanice.

Nava-amiral este vasul pe care este îmbarcat amiralul al unui grup de nave a marinei, indicat cu prezența steagului amiralului însuși sau de insigna unui ofițer de pavilion și de la care se dau ordinele pentru toate unitățile navale supuse comandamentului său. Termenul, folosit în mod mai vag, descrie cea mai importantă navă a unei flote, fiind de obicei prima, cea mai mare, cea mai rapidă, cea mai puternic armată sau cea mai cunoscută.

## Descriere
În limbajul naval, termenul de navă-amiral este, în esență, o denumire temporară; nava-amiral este oricare vas pe care este arborat steagul amiralului. Cu toate acestea, navele-amiral au avut întotdeauna nevoie de facilități suplimentare, inclusiv o sală de ședințe suficient de mare pentru a putea cuprinde toți căpitanii flotei și un loc în care personalul amiralului să poată face planuri și să întocmească ordine. Din punct de vedere istoric, numai navele mai mari puteau satisface asemenea condiții.
Termenul se putea folosi și pentru flotele comerciale, când distincția dintre flotă națională și flotă comerciantă nu era clară. Un exemplu a fost nava Sea Venture, nava-amiral a flotei Companiei Virginia, care a fost comandată de vice-amiralul de la Marina Regală Britanică Christopher Newport, și care l-a purtat la bordul său pe amiralul Marinei Comerciale Britanice, Sir George Somers, în 1609.
În Anglia, în epoca velierelor, navele-amiral erau de obicei clasate ca "first-rate", adică ca cele mai prestigioase vase; pupa unuia dintre cele trei punți putea fi folosită ca sala amiralului și cea a personalului. Acest lucru poate fi văzut pe HMS Victory, nava-amiral sub comanda amiralului Horatio Nelson în timpul Bătăliei de la Trafalgar din 1805, servind încă ca navă-amiral ceremonială a First Sea Lord-ului din Portsmouth, Anglia. Cu toate acestea, și navele care nu erau "first-rate" puteau servi ca nave-amiral: un exemplu a fost USS Constitution, o fregată folosită cu acest scop de Marina SUA la începutul secolului al XIX-lea.
În secolul XX, navele au devenit suficient de mari încât să poată găzdui cel puțin un comandant și personalul. Unele nave mai mari puteau avea un punte separat pentru a fi folosite de către amiralul și personalul său, în timp ce căpitanul comanda de la pasarela de navigație principală. Deoarece funcția sa principală este de a coordona o flotă, o navă-amiral nu este neapărat mai armată sau mai blindată decât alte nave. În timpul celui de-al Doilea Război Mondial, amiralii preferau de multe ori să se găsească pe o navă mai rapidă decât pe cea mai mare din flotă.
Navele-amiral moderne sunt concepute în principal pentru comandă și control, mai degrabă decât pentru luptă și sunt cunoscute și sub numele de nave de comandă.